# Gimnomera dorsata
Gimnomera dorsata är en tvåvingeart som först beskrevs av Zetterstedt 1838.  Gimnomera dorsata ingår i släktet Gimnomera, och familjen kolvflugor. Arten är reproducerande i Sverige.